# Petersberg, Hessen
Petersberg är en kommun i Landkreis Fulda i Regierungsbezirk Kassel i förbundslandet Hessen i Tyskland.
Kommunen bildades 31 december 1971 genom en sammanslagning av de tidigare kommunerna Haunedorf, Marbach, Margretenhaun, Steinau och Steinhaus im Zuge.